# Collin Martin
Collin Martin (sinh ngày 9 tháng 11 năm 1994) là một cầu thủ bóng đá chuyên nghiệp người Mỹ đang chơi ở vị trí tiền vệ cho San Diego Loyal trong USL Championship. Anh đã chơi cho D.C. United và Minnesota United FC trong Major League Soccer, và cho Richmond Kickers và Hartford Athletic trong United Soccer League. Anh công khai đồng tính vào tháng 6 năm 2018, khiến anh trở thành người đàn ông duy nhất ở bất kỳ giải đấu thể thao lớn nào của Mỹ hoặc bất kỳ giải bóng đá nam quốc gia chuyên nghiệp hàng đầu nào.

## Sự nghiệp câu lạc bộ

### Thanh niên và Cao đẳng
Sinh ra ở Chevy Chase, Maryland, Martin gia nhập Học viện D.C. United trong mùa giải 2009–10 khi mới 14 tuổi ở hạng mục dưới 16 tuổi. Trong mùa giải thứ hai của anh với U16s, Martin dẫn đầu đội ghi bàn với 13 bàn thắng trong khi dẫn đầu đội bóng về đích ở vị trí đầu bảng trong Học viện Phát triển Bóng đá Hoa Kỳ. Sau đó, vào mùa giải tiếp theo, Martin được thăng hạng dưới 18 tuổi, nơi anh dẫn đầu đội về thành tích ghi bàn với 11 bàn thắng. Anh đã gây ấn tượng với ban huấn luyện đủ trong mùa giải đó để kiếm được thời gian chơi với D.C. United Reserves trong giải đấu MLS Reserve League.
Martin sau đó chọn theo học Đại học Wake Forest, nơi anh sẽ chơi cho đội bóng đá Wake Forest Demon Deacons cho mùa giải 2012, trong đó anh ghi một bàn thắng và ghi sáu đường kiến tạo. At the end of the season, Martin earned All-ACC Freshman Team honors.

### D.C. United
Vào ngày 10 tháng 7 năm 2013, có thông báo rằng Martin đã ký hợp đồng với tư cách là một homegrown player với D.C. United của Major League Soccer, do đó trở thành bản hợp đồng homegrown thứ sáu của đội. Sau một thời gian ngắn cho mượn tại Richmond Kickers trong USL Pro, Martin đã có trận ra mắt D.C. United vào ngày 3 tháng 8 năm 2013 trong trận đấu với Montreal Impact, trong đó anh vào sân ở phút 76 thay cho Nick DeLeon khi United thắng trận 3–1. Anh đã kết thúc mùa giải 2013 với bảy lần ra sân ở giải đấu.

#### Richmond Kickers (mượn)
Vào ngày 17 tháng 7 năm 2013, có thông báo rằng D.C. United đã cho Martin mượn đến chi nhánh USL Pro của họ, Richmond Kickers. Anh xuất hiện duy nhất cho Kickers vào ngày 23 tháng 7 với Vancouver Whitecaps Reserves, trong đó anh xuất phát và chơi 85 phút khi Kickers thắng trận 2–1.
Vào ngày 13 tháng 9 năm 2014, anh ghi bàn thắng chuyên nghiệp đầu tiên để mở ra chiến thắng 2-1 trước Charleston Battery trong trận tứ kết playoff.

### Minnesota United
Vào tháng 1 năm 2017, Martin được D.C. trao đổi với đội mở rộng MLS Minnesota United FC để đổi lấy quyền chọn ở vòng 4 trong MLS SuperDraft 2018. Anh có trận ra mắt vào ngày 25 tháng 3 trong trận thua 5–2 tại New England Revolution, khi vào thay ở phút 63 cho Mohammed Saeid.
Martin đã chơi 12 trận trong mùa giải đầu tiên ở Minnesota, 5 trận khi đá chính. Không tham gia vào mùa giải 2019, anh đã được cho mượn vào cuối tháng 4 cho đội Hartford Athletic giải USL Championship.
Vào tháng 10 năm 2019, vào cuối mùa giải của Minnesota, Martin là một trong năm cầu thủ được ra mắt.

### San Diego Loyal
Vào tháng 2 năm 2020, Martin được San Diego Loyal ký hợp đồng cho mùa khai mạc.
Trong trận đấu trên sân nhà với Phoenix Rising FC vào ngày 30 tháng 9 năm 2020, Martin đã trở thành mục tiêu của một kẻ kì thị bởi tiền vệ Junior Flemmings của Phoenix trong thời gian bù giờ của hiệp một. Flemmings gọi anh là "batty boy", một kẻ kỳ thị đồng tính ở quê hương Jamaica của hắn. Sau khi đến gặp trọng tài để báo cáo sự việc, Martin đã bị rút thẻ đỏ và sau đó đã bị hủy bỏ sau khi trọng tài thừa nhận anh đã nhầm lẫn. Sau khi người quản lý của Phoenix, Rick Schantz từ chối xin lỗi và loại bỏ Flemmings, San Diego đã rời sân và hủy bỏ trận đấu để phản đối. Một tuần trước đó, Loyal đã bỏ trận đấu với LA Galaxy II sau khi một trong những cầu thủ của họ có hành vi sỉ nhục chủng tộc. Flemings bị cấm sáu trận và bị phạt một số tiền không được tiết lộ.

## Sự nghiệp quốc tế
Martin đã đại diện cho Hoa Kỳ ở các cấp độ U-14, U-15, U-17 và U-20.

## Đời tư
Martin lớn lên trong một gia đình Episcopalian.
Vào ngày 29 tháng 6 năm 2018, Martin công khai rộng rãi là người đồng tính. Anh được cho là cầu thủ bóng đá nam chuyên nghiệp còn đang thi đấu duy nhất công khai là người đồng tính vào thời điểm bấy giờ.
Martin chuyển tín chỉ của mình từ Đại học Wake Forest sang Đại học George Washington sau khi gia nhập D.C. United. Anh đã theo học bán thời gian trong bốn năm và trực tuyến trong năm thứ 5 từ Minnesota, trước khi tốt nghiệp vào năm 2019 với chuyên ngành lịch sử.

## Thống kê sự nghiệp
Tính đến các trận đấu diễn ra vào ngày 18 tháng 1 năm 2020.
| Câu lạc bộ               | Mùa giải       | League           | League | League    | U.S. Open Cup | U.S. Open Cup | Champions League | Champions League | Tổng cộng | Tổng cộng | Ref.  |
| Câu lạc bộ               | Mùa giải       | Liên đoàn        | Ra sân | Bàn thắng | Ra sân        | Bàn thắng     | Ra sân           | Bàn thắng        | Ra sân    | Bàn thắng | Ref.  |
| ------------------------ | -------------- | ---------------- | ------ | --------- | ------------- | ------------- | ---------------- | ---------------- | --------- | --------- | ----- |
| D.C. United              | 2013           | MLS              | 7      | 0         | 0             | 0             | —                | —                | 7         | 0         | [ 4 ] |
| D.C. United              | 2014           | MLS              | 6      | 0         | 1             | 0             | 3                | 0                | 10        | 0         | [ 4 ] |
| D.C. United              | 2015           | MLS              | 0      | 0         | 0             | 0             | 4                | 0                | 4         | 0         | [ 4 ] |
| D.C. United              | 2016           | MLS              | 2      | 0         | 0             | 0             | —                | —                | 2         | 0         | [ 4 ] |
| D.C. United              | Tổng cộng      | Tổng cộng        | 15     | 0         | 1             | 0             | 7                | 0                | 23        | 0         | —     |
| Richmond Kickers (mượn)  | 2013           | USL              | 1      | 0         | 0             | 0             | —                | —                | 1         | 0         | [ 6 ] |
| Richmond Kickers (mượn)  | 2014           | USL              | 6      | 1         | 0             | 0             | —                | —                | 6         | 1         | [ 6 ] |
| Richmond Kickers (mượn)  | 2015           | USL              | 7      | 0         | 0             | 0             | —                | —                | 7         | 0         | [ 6 ] |
| Richmond Kickers (mượn)  | Tổng cộng      | Tổng cộng        | 14     | 1         | 0             | 0             | —                | —                | 14        | 1         | —     |
| Minnesota United         | 2017           | MLS              | 11     | 0         | 1             | 0             | —                | —                | 12        | 0         | [ 4 ] |
| Minnesota United         | 2018           | MLS              | 12     | 0         | 2             | 0             | —                | —                | 14        | 0         | [ 4 ] |
| Minnesota United         | 2019           | MLS              | 3      | 0         | 0             | 0             | —                | —                | 3         | 0         | [ 4 ] |
| Minnesota United         | Tổng cộng      | Tổng cộng        | 26     | 0         | 3             | 0             | —                | —                | 29        | 0         | —     |
| Hartford Athletic (mượn) | 2019           | USL Championship | 7      | 0         | 0             | 0             | –                | –                | 7         | 0         |       |
| Tổng sự nghiệp           | Tổng sự nghiệp | Tổng sự nghiệp   | 62     | 1         | 4             | 0             | 7                | 0                | 66        | 1         | —     |